# Komossa, Oravais
Komossa utal (fil), är en by i tidigare Oravais, nuvarande Vörå kommun i Österbotten, Finland. Namnet kommer av närheten till byn Kimo och att bönderna haft djur på bete i trakterna som sedan fick namnet Komossa.
Namnet dyker upp 1730 i kyrkböckerna och 1830 bildade 13 hemman Komossa by.